# Old Hume Highway
Als Old Hume Highway werden alle Straßenabschnitte des Hume Highway (N31) durch die australischen Bundesstaaten Victoria und New South Wales zwischen den Städten Melbourne und Sydney bezeichnet, die durch neuere Straßen ersetzt wurden. An einigen Stellen wurde die Streckenführung mehrfach seit Eröffnung der ersten Route zwischen Sydney und Melbourne im November 1842 verlegt.

## Geschichte
Seit der Zeit der ersten Streckenführung war der Hume Highway die wichtigste Verbindung zwischen den beiden größten Städten Australiens. Seit 1960 wurde die Strecke nach und nach in eine Autobahn umgewandelt. Dort, wo die ursprüngliche Strecke ausreichend flach und geradlinig war, diente sie als Fahrbahn in eine Richtung und daneben wurde eine Fahrbahn in die andere Richtung gebaut. An einigen Stellen aber musste die ursprüngliche Straße komplett durch eine neue, vierspurige Straße daneben ersetzt werden, an anderen Stellen weicht die neue Streckenführung gar etliche Kilometer von der alten ab.
In Victoria wurde die gesamte Strecke des Hume Highway zumindest vierspurig ausgebaut und heißt nun Hume Freeway. In New South Wales wurde bis Dezember 2009 ein Streckenanteil von 97 % mindestens vierspurig ausgebaut. 283 km zwischen Tarcutta und Berrima sind vierspurig und 130 km zwischen Berrima und Sydney sind als Freeway ausgewiesen.
Die verbleibenden zweispurigen Streckenabschnitte wurden im Dezember 2009 ausgebaut, mit Ausnahme von 20 km in der Umfahrung von Tarcutta, Holbrook und Woomargama. Dieser letzte Streckenabschnitt soll 2012 fertiggestellt werden.
Viele der so umgangenen Streckenabschnitte des alten Hume Highway sind aber von historischem Interesse und führen durch Kleinstädte mit altem Gebäudebestand, die seither eine Ortsumgehung erhalten haben. Als der Highway noch durch diese Städte führte, waren sie belebt und vielbesucht. Viele der alten Streckenabschnitte sind heute noch die einzigen Zufahrten in dieses Städte. Einer führt z. B. durch Yass und heißt heute als Yass Valley Way.

## Größere Umtrassierungen
Der Abschnitt zwischen Cross Roads in Preston im Südwesten des Großraums Sydney und dem Medway Rivulet bei Berrima wurde in den Jahren 1973–1992 komplett als Freeway neu trassiert.
Der größte Teil des Highways zwischen Breadalbane (westlich von Goulburn) und dem Derringullen Creek (westlich von Yass) wurde im Laufe des Jahres 1994 ersetzt. Dies beinhaltet auch die Umfahrung der Cullerin Range. Die vorherige Route über die Cullerin Range war ihrerseits bereits eine Neutrassierung aus dem Jahre 1920, die streckenweise entlang der aufgelassenen Eisenbahntrasse der alten Main Southern Railway verlief. Die Eisenbahnstrecke wiederum wurde umgeleitet, um die Fahrt schwer beladener Dampf-Güterzüge nach Sydney zu vereinfachen.
Die neue Trasse seit 1994 kommt an vielen Stellen dem alten Highway (bis 1920) nahe. Die meisten Streckenabschnitte dieses alten Highways dienen bis heute als Ortsverbindungsstraßen. Auch die Route über die Mundoonen Range, die in den 1960er-Jahren mit der Maßgabe des späteren vierspurigen Ausbaus errichtet wurde, wurde durch die neue Streckenführung von 1994 umgangen.
Zwischen Conroys Gap und Coolac wurde der größte Teil der alten Strecke in den Jahren 1983 und 1996 durch neue, vierspurige Streckenabschnitte ersetzt. Einige Strecken, wie die südlich des Connors Creek, wurden bereits 1979 zweispurig neu erstellt, wobei bereits die Erdarbeiten für die andere Richtungsfahrbahn mit ausgeführt wurden, die dann 1994 vollendet wurde.
Die derzeitige Route des Highway zwischen Tumblong und Tarcutta ist inzwischen bereits die dritte Version der Streckenführung an dieser Stelle. Die erste Straße führte westlich von Tumblong am Murrumbidgee River entlang, bevor sie über schwieriges Gelände nach Süden abbog, den heutigen Sturt Highway kreuzte und an der Lower Tacutta Road auf die heutige Strecke zurückführte. Diese Strecke wurde im Dezember 1938 durch eine zweite Version der Streckenführung östlich der heutigen Route ersetzt. Die wichtigsten Charakteristika dieses Streckenabschnittes waren ein enger Graben und eine Spannbeton-Bogenbrücke über den Hillas Creek. Diese Brücke ist bis heute erhalten und liegt heute westlich des Highways in der Nähe der Kreuzung mit dem Snowy Mountains Highway.
Nördlich von Albury wurde in den 1930er-Jahren ein größerer Streckenabschnitt neu trassiert, da die ursprüngliche Route durch den Bau des Lake Hume am Murray River überschwemmt wurde. Die neue Strecke beginnt in Bowna und endet an der Guinea Street in Albury. Der erste Teil des Riverina Highway östlich von Albury bis zur heutigen Old Sydney Road war bis dahin Teil des Hume Highway. An beiden Seiten der alten Route kann man heute die Straße im Lake Hume verschwinden sehen.

## Alte Streckenabschnitte

### New South Wales

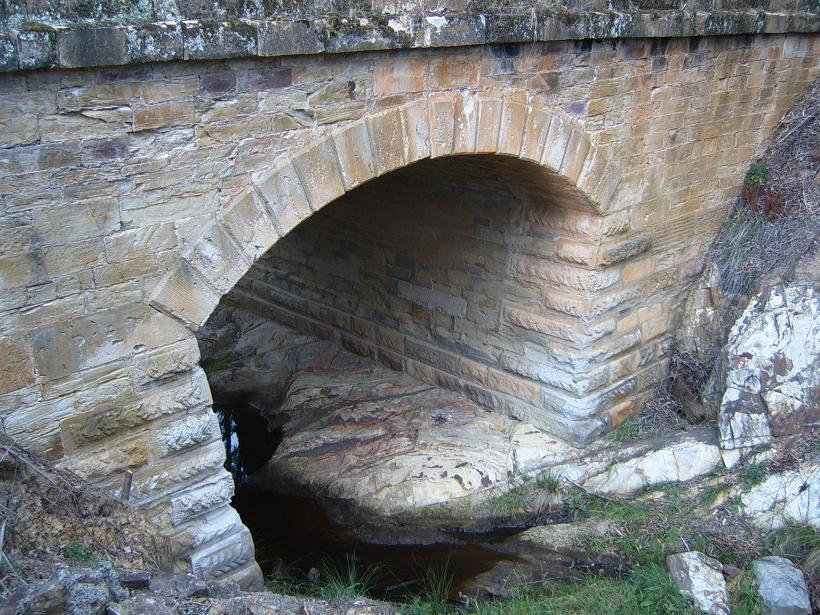
Towrang Bridge von 1839 am Derrick-VC-Rastplatz, 10 km nördlich von Goulburn

- Camden Valley Way , 28 km Strecke zwischen Cross Roads, südlich von Liverpool und Camden
- Remembrance Drive (Old Hume Highway), , 70 km Strecke zwischen Camden und Aylmerton und zwischen Aylmerton dem Medway Rivulet (Teil der 79), bei Berrima
- Old Hume Highway, 10 km Strecke durch Goulburn
- Cullerin Road, 23 km Strecke zwischen Breadalbane und dem Fuß der Mundoonen Range, einschließlich des Abschnittes durch Gunning
- Yass Valley Way, 17 km Strecke durch Yass, die den Barton Highway kreuzt
- Der Streckenabschnitt zwischen Tumblong und dem Hillas Creek, der durch die Ortsumgehung von Tumblong ersetzt wurde
- Alte Strecke des Hume Highway durch Albury

### Victoria
- Hume Highway C315 & Melbourne Road
4 km Strecke durch Wodonga
- Wangaratta Road C314, Old Hume Highway, Winton – Glenrowan Road in Benalla – Winton Road C313 & Baddaginnie – Benalla Road
60 km stretch between Bowser und Baddaginnie. Dieser Streckenabschnitt führt durch Wangaratta, Glenrowan & Benalla
- Euroa Main Road C312
6 km Strecke durch Euroa
- Seymour – Tooborac Road C384, Goulburn Valley Highway  und Seymour – Avenel Road
23 km Strecke durch Avenel und Seymour

- Northern Highway  und Kilmore – Broadford Road C311
37 km Strecke zwischen Broadford und Wallan
- Sydney Road 
11 km Strecke zwischen Craigieburn und Campbellfield

## Quelle
Steve Parish: Australian Touring Atlas. Steve Parish Publishing. Archerfield QLD 2007. ISBN 978-1-74193-232-4. S. 22, 25, 26, 27, 33, 34, 42, 45, 48, 49